# Szabó Adorján Etelka
Szabó Adorján Etelka (Torda, 1924. szeptember 2. – Marosvásárhely, 1986. május 6.) erdélyi magyar orvos, orvosi szakíró, Szabó István (1921) felesége.

## Életútja, munkássága
Középiskoláit szülővárosában a román tannyelvű leánygimnáziumban (1935–40), majd Kolozsváron a magyar tannyelvű Állami Leánygimnáziumban végezte. 1945-től a Bolyai Tudományegyetem Orvosi Kara, ill. a marosvásárhelyi Marosvásárhelyi Orvosi és Gyógyszerészeti Egyetem hallgatója; itt szerzett diplomát 1952-ben. 1951–53 között a marosvásárhelyi Vértranszfúziós Központnál, majd az OGYI-n, 1957-től pedig a Szülészeti Klinika laboratóriumában dolgozott. 1961-től szakorvos, 1972-től főorvos. Az orvostudomány doktora fokozatot 1972-ben nyerte el az immunitás és az allergiás jelenségek hatása a női ivari ciklusra témájú értekezésével.
Kutatási területe a női ivarciklus és a női meddőség kísérletes és klinikai vizsgálata. E tárgykörben jelentek meg dolgozatai hazai és külföldi folyóiratokban (Orvosi Szemle, Studii şi Cercetări Medicale, Pediatrie, Obstetrică şi Ginecologie, Arch. Roum. de Path. Exp., Magyar Nőorvosok Lapja, Acta Physiologica Hungarica, Zeitschrift für Immunitätsforschung).

## Kötete
- Az ember szexuális életműködései (Szabó Istvánnal, Bukarest, 1987).